# 25 decembrie
ianuarie • februarie • martie  • aprilie  • mai  • iunie  • iulie  • august  • septembrie  • octombrie  • noiembrie  • decembrie
25 decembrie este a 359-a zi a calendarului gregorian și a 360-a zi în anii bisecți. Mai sunt 6 zile până la sfârșitul anului.

## Evenimente

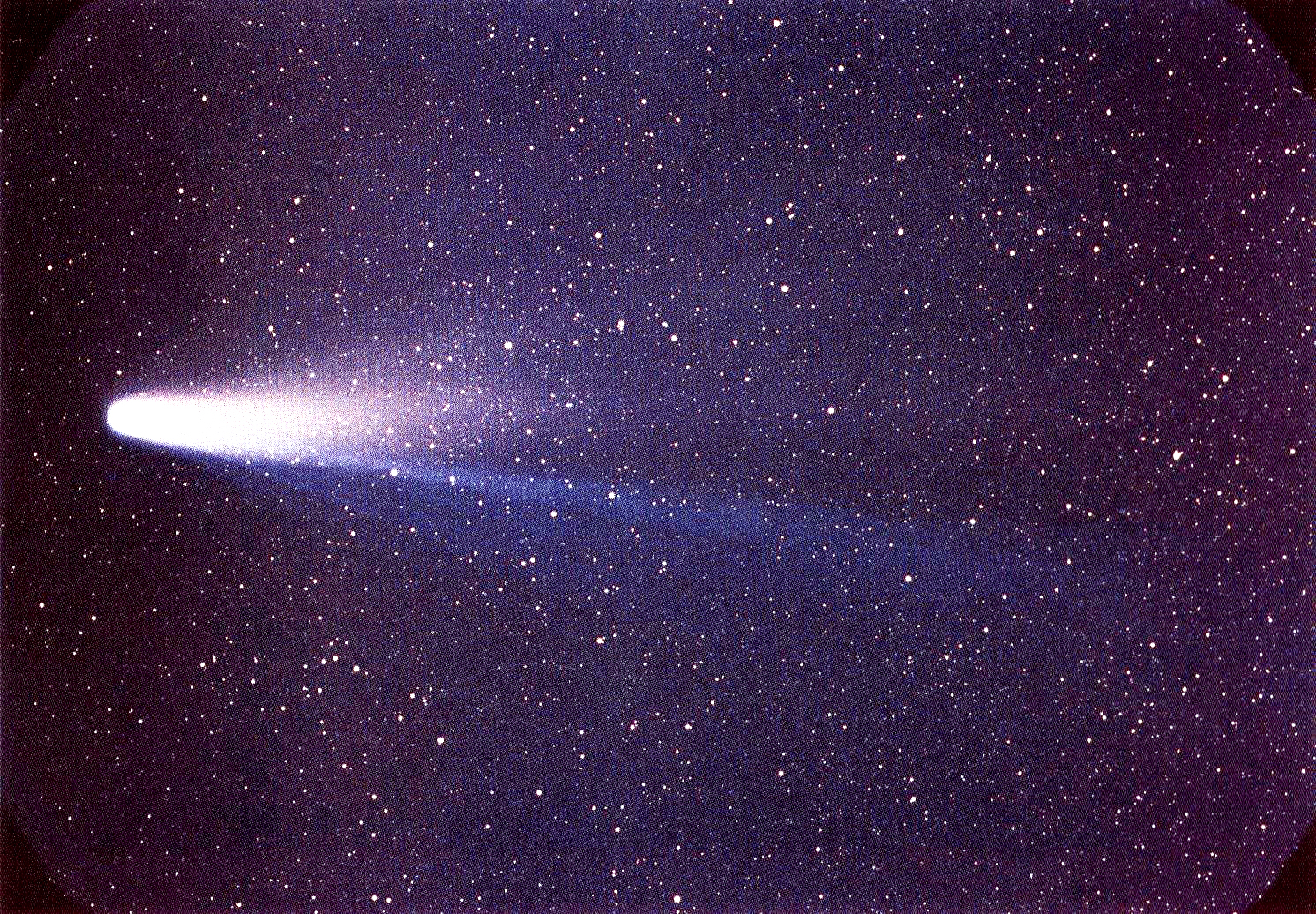
1758: Cometa Halley este văzută de Johann Georg Palitzsch, confirmând predicția lui Edmund Halley cu privire la trecerea ei. Aceasta a fost prima trecere a unei comete prezisă din timp.

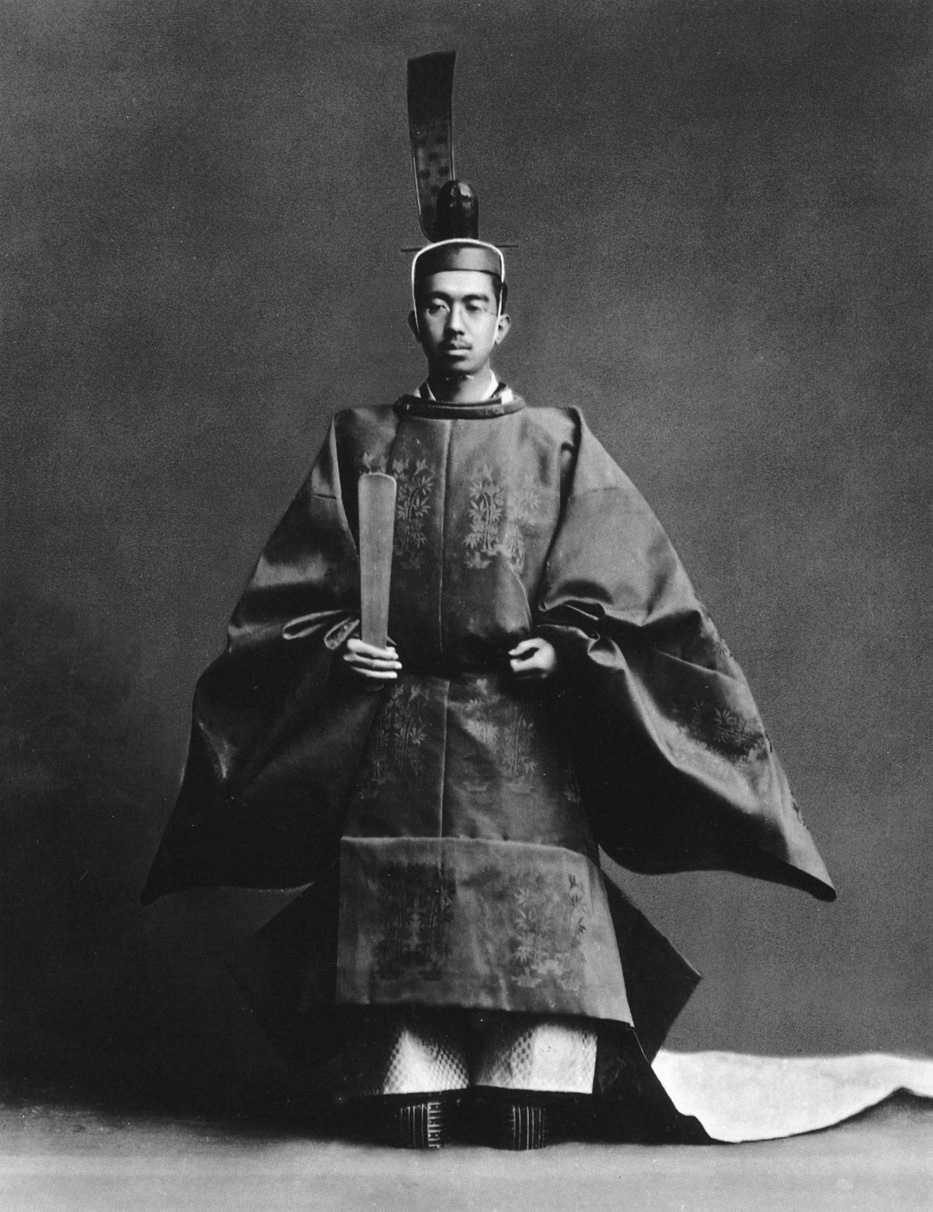
1926: Prințul Hirohito (foto) devine împărat al Japoniei după decesul tatălui său, Împăratul Taishō.

- 0036: Forțele împăratului Guangwu al Hanului de Est, sub comanda lui Wu Han, au cucerit imperiul separatist Chengjia, reunind China.[1]
- 0274: Un templu pentru Sol Invictus este dedicat în Roma de împăratul Aurelian.[2]
- 0333: Împăratul roman, Constantin cel Mare, își înalță fiul cel mai tânăr, Constant, la rangul de Caesar.[3]
- 0336: Primul semn documentar de sărbătoare de Crăciun la Roma.[4]
- 0350: Vetranio îl întâlnește pe Constantius al II-lea la Naissus (Serbia) și este forțat să-și abțină titlul (Caesar). Constantius îi permite să trăiască în calitate de cetățean privat pe o pensie de stat.[5]
- 0508: Clovis I, regele francilor, este botezat în credința catolică la Reims, de către Sfântul Remigius.[6]
- 0597: Augustin de Canterbury și colegii săi botează în Kent mai mult de 10.000 de anglo-saxoni.
- 0800: Încoronarea lui Carol cel Mare de către Papa Leon al III-lea ca împărat al Occidentului.[7]
- 1000: Întemeierea Regatului Ungariei: Ungaria este întemeiată ca împărăție creștină de către Ștefan I al Ungariei.[8]
- 1013: Sweyn Forkbeard preia controlul lui Danelaw și este proclamat rege al Angliei.
- 1025: Încoronarea lui Mieszko II Lambert ca rege al Poloniei.
- 1046: Henric al III-lea a fost încoronat Sfânt Împărat Roman de Papa Clement al II-lea.[9]
- 1066: William Cuceritorul a fost încoronat rege al Angliei la Westminster Abbey, Londra.
- 1076: Încoronarea lui Bolesław al II-lea ca rege al Poloniei.
- 1100: Baldwin de Boulogne este încoronat primul Rege al Ierusalimului în Biserica Nașterii din Betleem.[10]
- 1130: Contele Roger al II-lea al Siciliei este încoronat ca primul rege al Siciliei.[11]
- 1261: Ioan al IV-lea Laskaris, în vârstă de unsprezece ani, al Imperiului Roman de Răsărit restaurat, este detronat și orbit din ordinul co-împăratului Mihail al VIII-lea Paleologul.
- 1559: Este ales Papa Pius al IV-lea, la patru luni după moartea predecesorului său.[12]
- 1758: Cometa Halley este văzută de Johann Georg Palitzsch, confirmând predicția lui Edmund Halley cu privire la trecerea ei. Aceasta a fost prima trecere a unei comete prezisă din timp.[13]
- 1908: Apare, la Vălenii de Munte, gazeta „Neamul Românesc literar”, sub conducerea lui Nicolae Iorga.
- 1916: Regele Ferdinand a instituit ordinul militar de război "Mihai Viteazul", cu trei clase.
- 1926: Împăratul Taishō al Japoniei moare. Fiul său, Prințul Hirohito, îi succede ca împăratul Shōwa.
- 1932: Un cutremur cu magnitudinea de 7,6 în provincia Gansu, China omoară ~70.000 oameni.
- 1978: Forțe vietnameze invadează Cambodgia cu scopul de a distruge regimul Khmerilor Roșii care, din 1976 supusese populația unui monstruos "proces de reeducare" în care și–au găsit moartea aproape două milioane de cambodgieni, asasinați sau înfometați.
- 1989: Televiziunea Română transmite în direct, pentru prima dată, slujba de Crăciun de la Patriarhia Română.
- 1989: În urma unui proces sumar, Tribunalul Militar Extraordinar Român a condamnat la moarte cuplul dictatorial Nicolae și Elena Ceaușescu. În aceeași zi sunt executați în Târgoviște, prin împușcare.
- 1991: Mihail Gorbaciov anunță într-o declarație televizată că demisionează din funcția de președinte al URSS, având în vedere situația creată odată cu formarea CSI (Comunitatea Statelor Independente).
- 1991: Sovietul Suprem al Uniunii Sovietice hotărăște schimbarea denumirii statului din U.R.S.S. (Uniunea Republicilor Sovietice Socialiste) în Federația Rusă.
- 2000: Ultima eclipsă de Soare a mileniului doi; grad de acoperire 72%; punct de maximum 17:35:00 UT; lățimea maximă a umbrei 122 km; a fost vizibilă din nord-vestul SUA, nord-estul Canadei, sudul Groenlandei.

## Nașteri
- 1461: Cristina de Saxonia (d. 1521)
- 1494: Antoinette de Bourbon, nobilă franceză din Casa de Bourbon (d. 1583)
- 1584: Margareta de Austria, regină a Spaniei (d. 1611)
- 1601: Ernest I, Duce de Saxa-Gotha (d. 1675)
- 1642: Isaac Newton, fizician și matematician englez (d. 1727)
- 1700: Leopold al II-lea, Prinț de Anhalt-Dessau (d. 1751)
- 1762: Împărăteasa Elisabeta a Rusiei (n. 1709)
- 1821: Clara Barton, asistentă medicală americană, fondatoarea Crucii Roșii americane (d. 1912)

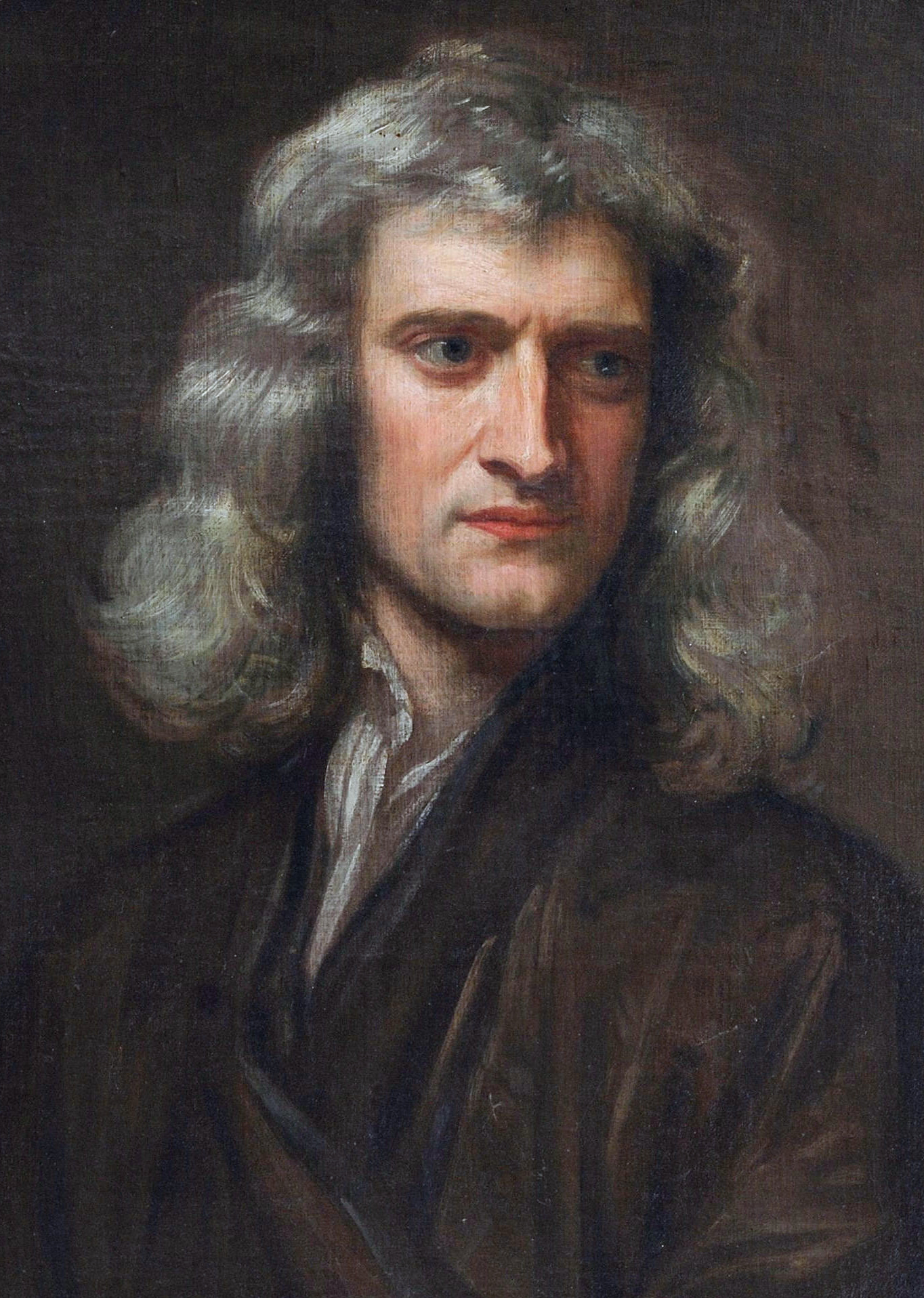
Isaac Newton, fizician și matematician englez
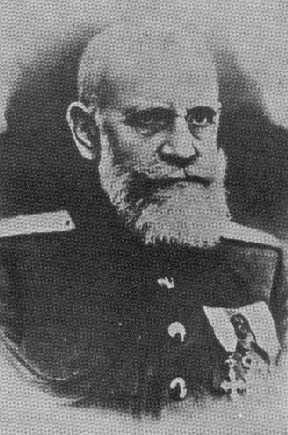
Gheorghe Cantacuzino-Grănicerul, general și politician român
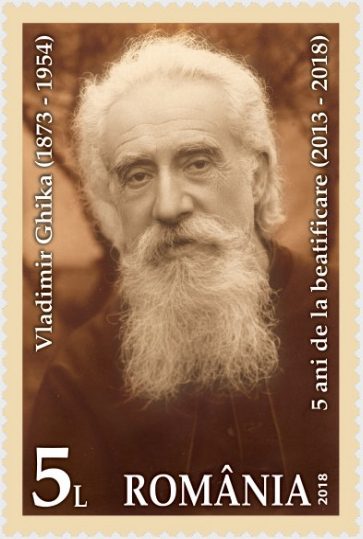
Monseniorul Ghica

- 1833: Prințesa Adelheid-Marie de Anhalt-Dessau, Mare Ducesă de Luxemburg (d. 1916
- 1839: Ioan Olteanu, episcop român unit (d. 1877)
- 1847: Victor Vignon, pictor francez (d. 1909)
- 1859: Anna Palm de Rosa, pictoriță suedeză (d. 1924)
- 1869: Gheorghe Cantacuzino-Grănicerul, general și politician român (d. 1937)
- 1873: Vladimir Ghica, nepotul lui Grigore Ghica, domnitorul Moldovei (d.1954)
- 1876: Adolf Otto Reinhold Windaus, chimist german, laureat Nobel (d. 1959)
- 1899: Humphrey Bogart, actor american (d. 1957)
- 1901: Prințesa Alice, Ducesă de Gloucester (d. 2004)
- 1906: Ernst Ruska, inginer și fizician german, laureat Nobel (d. 1988)
- 1908: Julien Binford, pictor american (d. 1997)
- 1911: Louise Bourgeois, sculptoriță americană de origine franceză (d. 2010)
- 1918: Anwar Sadat, politician egiptean, al 3-lea președinte al Egiptului, laureat Nobel (d. 1981)
- 1927: Matei Alexandru, actor român de teatru și film (d. 2014)
- 1927: Ram Narayan, muzician indian (d. 2024)

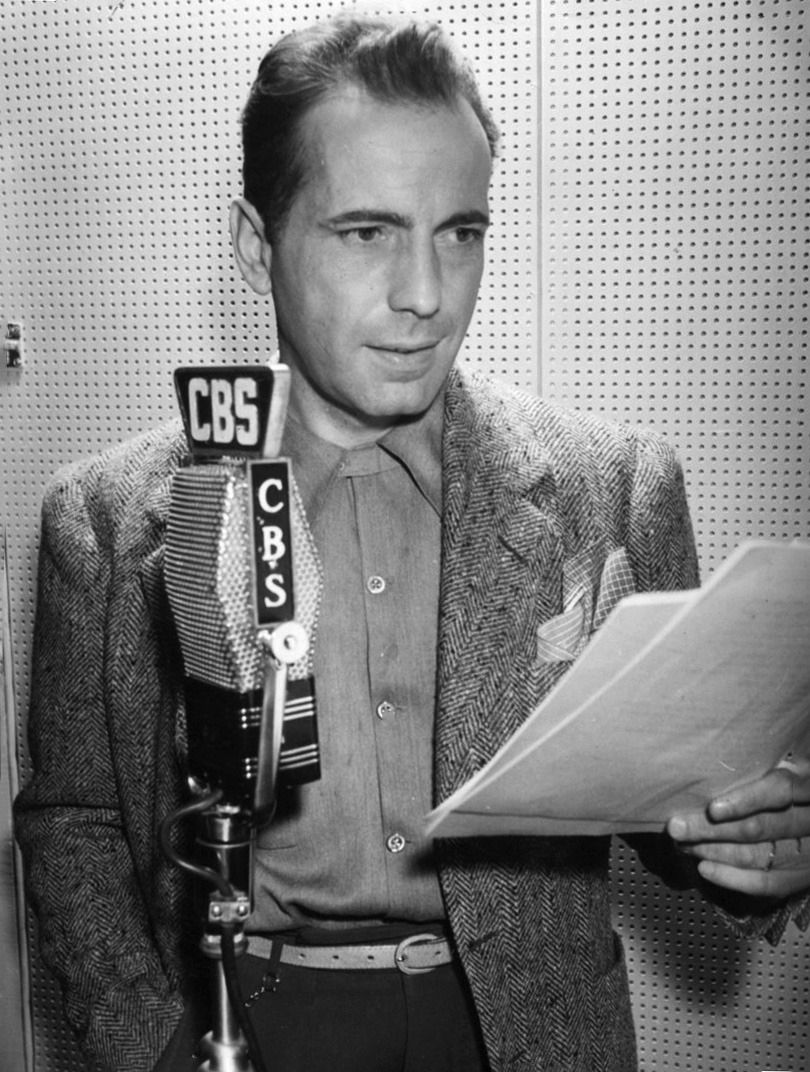
Humphrey Bogart, actor american
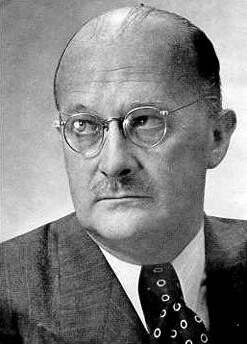
Ernst Ruska, fizician german, laureat Nobel
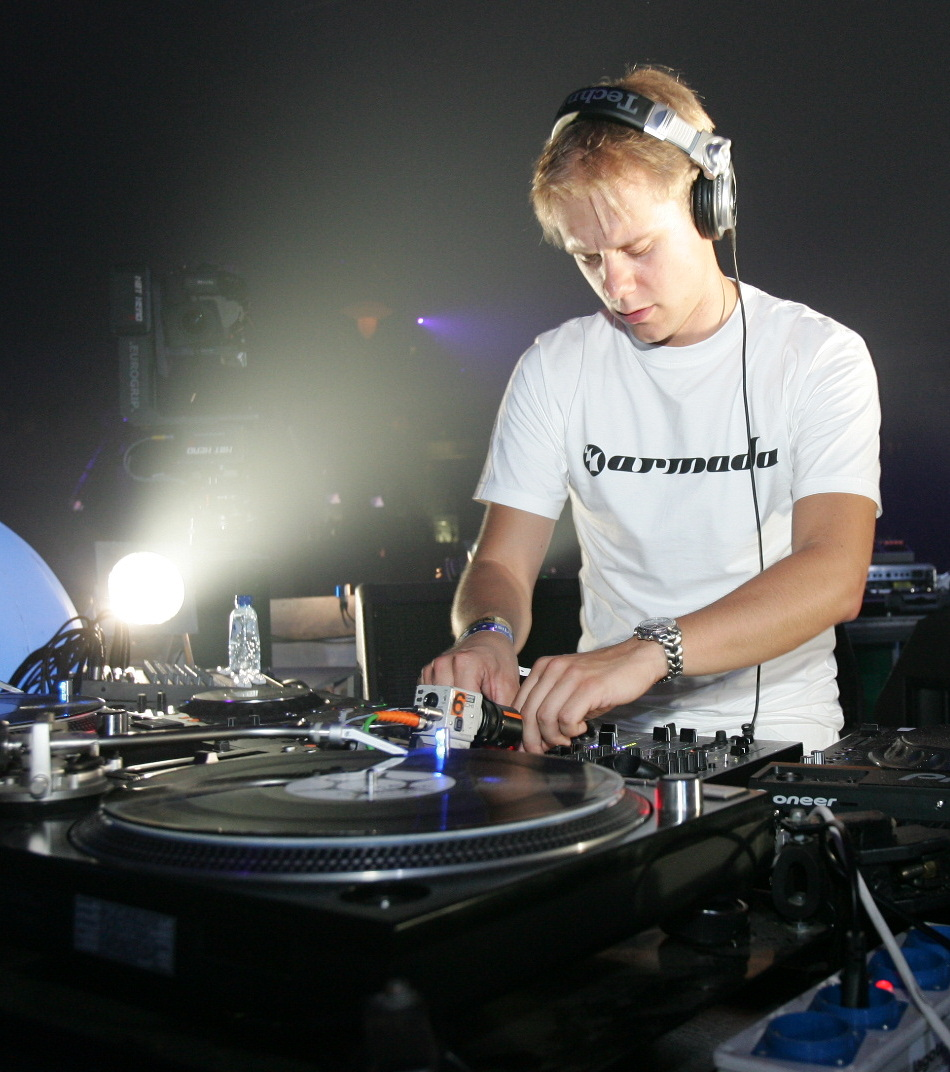
Armin van Buuren, producător neerlandez de muzică trance

- 1932: Cristian Popișteanu, istoric român (d. 1999)
- 1935: Albín Brunovský, pictor slovac (d. 1997)
- 1936: Prințesa Alexandra, Lady Ogilvy
- 1939: Emil Brumaru, poet român (d. 2019)
- 1941: Ioan Alexandru (n. Ion Șandor Janos), poet, eseist, publicist și politician român, membru fondator și vicepreședinte al Partidului Național Țărănesc Creștin Democrat (d. 2000)
- 1941: Gheorghe Pantelie, pictor român (d. 2008)
- 1954: Annie Lennox, cântăreață britanică
- 1957: Shane MacGowan, muzician irlandez  (d. 2023)
- 1958: Alexander, Prinț de Schaumburg-Lippe, actualul șef al Casei de Schaumburg-Lippe
- 1963: Constantin Aur, pilot român de raliuri
- 1967: Aledin Amet, politician român de etnie tătară
- 1976: Tuomas Holopainen, clăparul și fondatorul formației metal finlandeze Nightwish
- 1976: Armin van Buuren, producător neerlandez de muzică trance
- 1978: Paula Seling, cântăreață română

## Decese
- 0795: Papa Adrian I
- 1156: Petru Venerabilul, abate al Mănăstirii Cluny (n. 1092)
- 1406: Henric al III-lea al Castiliei (n. 1379)
- 1648: Claudia de Medici, arhiducesă de Austria și ducesă de Urbino (n. 1604)
- 1839: Samuil Vulcan, episcop român unit (n. 1758)
- 1881: Ignacio Suárez Llanos, pictor spaniol (n. 1830)
- 1905: Fiodor Șvedov,  fizician rus (n. 1840)

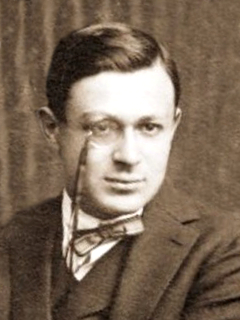
Tristan Tzara, poet și eseist român
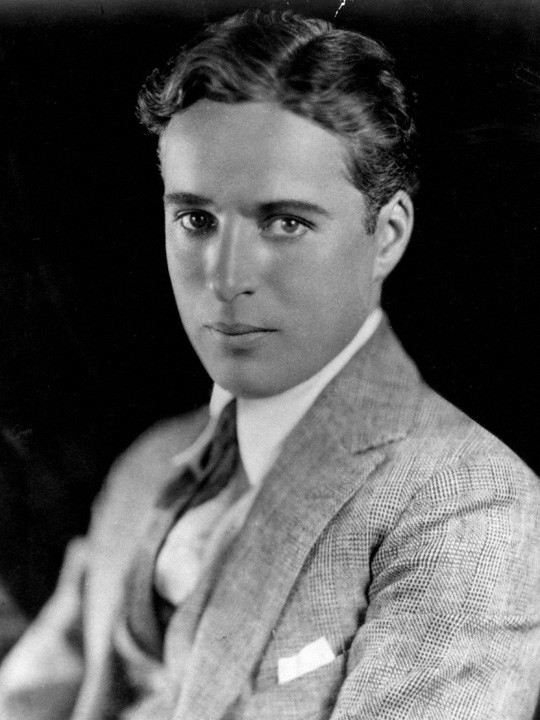
Charles Chaplin, actor și regizor britanic
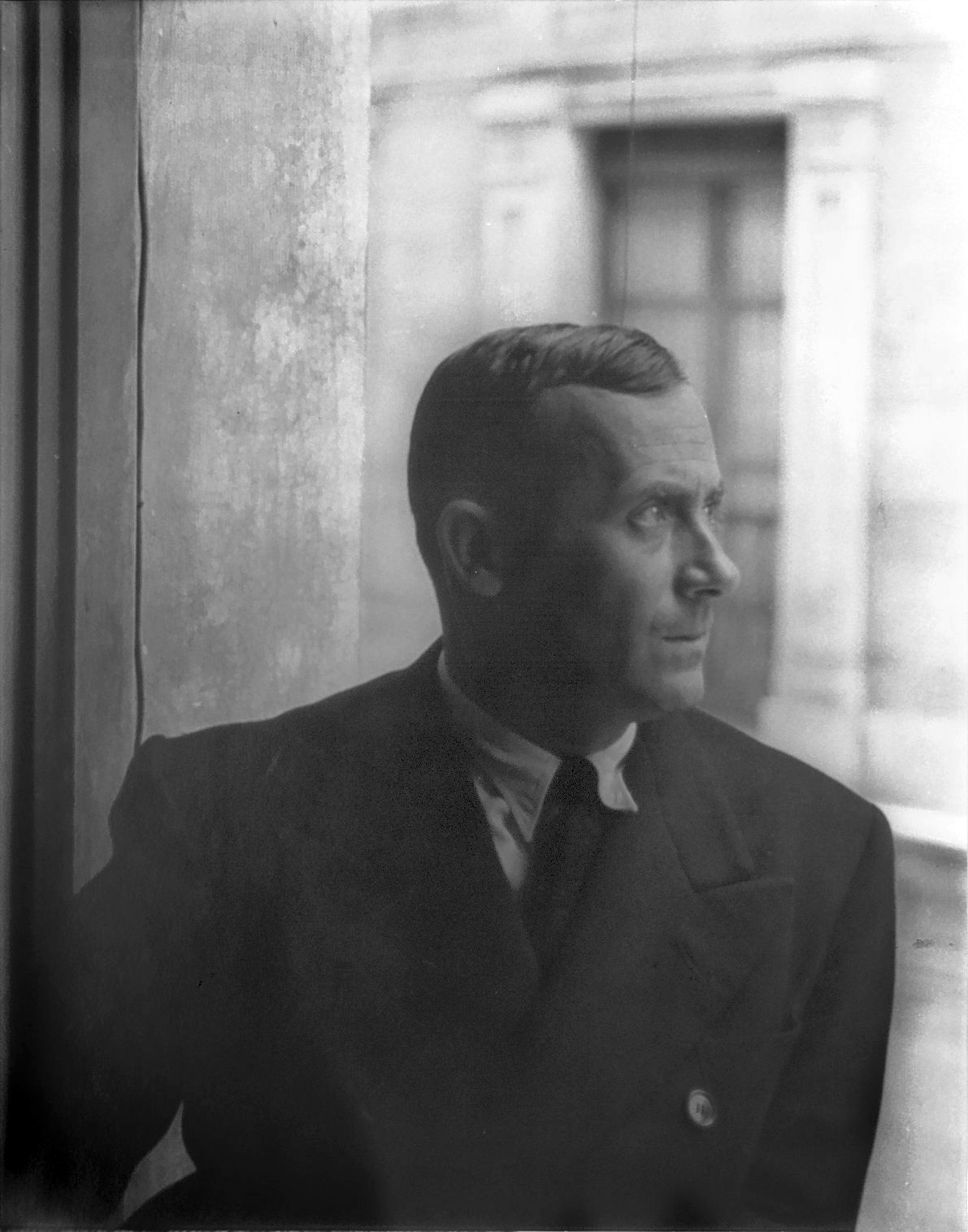
Joan Miró, grafician și pictor spaniol

- 1926: Împăratul Taishō, al 123-lea împărat al Japoniei (n. 1879)
- 1935: Paul Bourget, scriitor francez (n. 1852)
- 1942: Aurel Stodola, inginer, fizician și inventator slovac (n. 1859)
- 1946: Henri Le Fauconnier, pictor francez (n. 1881)
- 1963: Tristan Tzara (n. Samuel Rosenstock), poet și eseist român de etnie evreiască (n. 1896)
- 1977: Charles Chaplin, actor, regizor și producător britanic (n. 1889)
- 1981: Gheorghe Mihoc, matematician român (n. 1906)
- 1983: Joan Miró, grafician și pictor spaniol (n. 1893)
- 1989: Nicolae Ceaușescu, dictator și politician comunist român, conducătorul României (1967-1989), (executat) (n. 1918)
- 1989: Elena Ceaușescu, politiciană comunistă română, soția lui Nicolae Ceaușescu, (executată) (n. 1916)
- 1991: Constantin Bănică, matematician român (n. 1942)
- 1995: Dean Martin, cântăreț și actor american (n. 1917)
- 1998: John Pulman, jucător englez de snooker (n. 1923)
- 2000: W.V. Quine, filosof și logician american (n. 1908)
- 2010: Carlos Andrés Pérez, fost președinte al Venezuelei (n. 1922)
- 2016: George Michael, cântăreț și compozitor englez de origine greacă (n. 1963)
- 2020: Reginald Foster, preot catolic american (n. 1939)

## Sărbători
- Nașterea Domnului (Crăciunul)
- Sfânta Muceniță Eugenia (Calendar catolic)